# Овај пут
Овај пут је назив трећег студијског албумa Николе Роквића, издат за Nature Boy Production, 2015. Албум је објављен 21. септембра 2015.

## О албуму
После седам година дискографске паузе, певач је на новом албуму радио пуних четири године, променио је музички правац односно окренуо се чистом поп звуку, а променио је и дискографску кућу. Албум Овај пут издаје за продукцијску кућу Nature Boy Production. На албуму се налази девет песма.
Први сингл Нашао сам те објавио је 20. марта 2015. за који је урадио и спот. Роквић је о албуму и песми изјавио: „Овај пут је албум који прича причу о двоје људи. Песма „Нашао сам те“ је прича о њиховом првом сусрету, о томе како је за минут свет добио све боје. О љубави на први поглед и проналаску сродне душе. Занимљиво је да сам се толико дао за овај албум и саживео са њим, да су се одређене песме чак и рефлектовале у мој живот. Доста сам их прозивео“. Друга песма Бол објављена је 3. априла 2015, а песма је замишљена да тако да опише шта се збило неколико месеци касније и у њој описује патњу и бол, јер није са својој другом половином. Песма Љубав и лаж изашла је 17. априла 2015. Песма нас враћа шест мјесеци раније и описује прве проблеме у вези и сазнање да љубав и лаж не иду руку под руку. Спот је сниман у Калифорнији. Издао је по реду четврту песму Поље макова 8. маја 2015, где главни јунак у песми се бори за љубав и хипотетички жели да поклони свој живот за њу. Тако да песма Поље макова симболише све љубави које нису успеле, али има још до краја, јер нада никад не умире. Следећа песма са овог албума и по пета, Оловни војник објавио је 2. јула 2015. је наставак љубавне приче коју Никола прича кроз цео албум, а говори о емоцијама када изгубимо волљену особу и када помислимо да она припада неком другом. Песма Заборављам те је шеста по реду на Николином новом албуму, а спот је као и сви претходни сниман у Америци. Промовисана је на МТВ-у 27. јула 2015. Никола је као и до сада посматрач и наратор целе приче, а главни глумац, како песма каже, оставља све и одлази у други град у нади да ће успети да заборави своју драгу. На албуму су се нашле и песме Опрости, Све што си ти, као и песма Нашао сам те у верзији Други пут. Спот за песму Опрости је објављен 23. октобра 2015. Овим спотом се враћамо на Роквића као певача и наратора целе приче, а самим тим и приближавамо гледаоцима целу идеју овог албума паралелних прича које се преплићу између глумаца и њега. Оно по чему је овај спот посебан је то што се у њему по први пут појављује његова девојка Бојана Баровић.

## Списак песама
1. Нашао сам те
2. Љубав и лаж
3. Поље макова
4. Бол
5. Оловни војник
6. Заборављам те
7. Опрости
8. Све што си ти
9. Нашао сам те (Други пут)